# Droit algérien
Le droit algérien est le droit qui s'est développé en Algérie depuis l'indépendance de la France en 1962. Il est influencé par le droit français et le droit musulman.

## Histoire du droit en Algérie
Au XVIe siècle, le territoire qui deviendra l'Algérie, commence à apparaître au sein de l'Empire ottoman. Dès lors, les normes en vigueur étaient promulguées depuis Constantinople.
Durant la colonisation française, les Algériens subissaient le régime de l'indigénat.

## Sources du droit
1. Constitutions
2. Religions
3. Traditions
4. Progrès scientifiques
5. Politique internationale

## Organisation juridictionnelle
L'article 152 de la Constitution de l'Algérie crée de ordres de juridictions. La Cour suprême est la juridiction supérieure de l'ordre judiciaire, tandis que le Conseil d’État est la juridiction supérieure de l'ordre administratif.
L'article 152 institue un tribunal des conflits pour régler les différends entre les deux ordres de juridictions.

### Ordre judiciaire

#### Tribunal
Le tribunal est la juridiction de base divisée en quatre sections : civile, pénale, prud'homale et commerciale. Le tribunal est composé d'un président, d'un magistrat du siège, d'un parquet et d'un greffe.

#### Cour
Les Cours, au nombre de 48, ont été instituées par l'ordonnance de 1997. La juridiction d'une Cour est divisée territorialement. Elle constitue une juridiction d'appel statuant collégialement.

#### Cour suprême
La Cour suprême a été créée par une loi du 18 juin 1963 unifiant la jurisprudence judiciaire sur tout le territoire national. La Cour suprême est régie par la loi de 1989 consolidée. Elle comporte huit chambres (civile, foncière, sociale, criminelle, délits et contraventions, statut personnel, chambre commerciale et maritime et chambre des requêtes).

### Ordre administratif

#### Tribunal administratif
La juridiction de droit commun en matière administrative est le tribunal administratif. Les décisions des tribunaux administratifs peuvent faire l'objet d'un appel devant le Conseil d’État. Il se compose d'au moins trois magistrats.

#### Conseil d’État
Le Conseil d’État a été créé en 1998. Juridiction supérieure de l'ordre administratif, il est amené à donner son avis sur les projets de lois. Il a compétence en matière de :
- recours en annulation formés contre les décisions réglementaires ou individuelles,
- des recours en interprétation ou appréciation de la légalité des actes contentieux tombant dans le cadre de la compétence du Conseil d’État.

### Autres juridictions

#### Tribunal des conflits
Le tribunal des conflits est composé de sept magistrats : trois issus de la Cour suprême, trois du Conseil d’État et d'un président. Il permet de déterminer l'ordre juridique compétent dans les affaires présentant un caractère mixte.

#### Tribunaux militaires
Il s'agit d'une juridiction d'exception ayant compétence pour prendre connaissance des incriminations relatives aux armées et aux personnes ayant le statut de militaire. Les décisions du tribunal militaire sont susceptibles d'appel devant les cours d'appel militaire, puis devant la Cour suprême.

## Sources

## Compléments